# Contea di Sclafani Nero d'Avola
Il Contea di Sclafani Nero d'Avola, o Contea di Sclafani Calabrese, è un vino DOC la cui produzione è consentita nelle province di Agrigento, Caltanissetta e Palermo.

## Caratteristiche organolettiche
- colore: rosso rubino con riflessi violacei
- odore: delicato, caratteristico, fruttato
- sapore: corposo, armonico

## Produzione
Provincia, stagione, volume in ettolitri
- nessun dato disponibile